# Luana Najara
Luana Najara Aben Athar Silva (Porto Velho, 15 de fevereiro de 1986) é uma apresentadora brasileira, Miss Rondônia, 6ª colocada no Miss Brasil 2004 e 3ª colocada no Miss Terra Brasil 2009, além de ganhar o prêmio do sorriso mais bonito do Brasil em uma votação mundial. 

## Miss Brasil 2004
Luana Najara foi eleita Miss Rondônia 2004 e representou Rondônia na 50ª edição do concurso Miss Brasil 2004, realizado no dia 15 de abril de 2004 no Credicard Hall em São Paulo, onde acabou ficando na 6ª colocação e ganhou o prêmio do sorriso mais bonito do Brasil em uma votação mundial no site Global Beauties.

## Miss Atlântico Internacional 2005
Em 29 de janeiro de 2005, participou da 19ª edição do Miss Atlántico Internacional, que aconteceu em Punta del Este, Uruguai.
Foi eleita Embaixadora Internacional de Barcelo.

## Miss Terra Brasil 2009
Em 28 de novembro de 2008, Luana participou, juntamente com outras 26 candidatas, da 8ª edição do concurso Miss Terra Brasil 2009, que foi realizado no Chevrolet Hall, em Belo Horizonte. No certame, terminou na 3ª posição, sendo eleita Beleza Brasil Água, ficando à frente de Débora Lyra que no ano seguinte foi eleita Miss Brasil.

## Televisão
Após suas participações em vários concursos de beleza, Luana Najara foi convidada a fazer parte da equipe da TV Candelária, após o dono da emissora local ter visto um comercial que a mesma fez para a Ford e se encantou com a voz grave de Luana Najara, onde começou apresentando o programa Câmera 11. Trabalhou apresentando o jornal da emissora, mas deixou o cargo para se dedicar a maternidade. Atuou ao lado de Everton Leoni no RO Record e no Câmera 11 além do Câmera Mais na atual SIC TV.

## Participações
| Ano  | Concurso                     | Local          |
| ---- | ---------------------------- | -------------- |
| 2003 | Miss Porto Velho             | Porto Velho    |
| 2004 | Miss Rondônia                | Porto Velho    |
| 2004 | Miss Brasil                  | São Paulo      |
| 2005 | Miss Atlántico Internacional | Uruguai        |
| 2009 | Miss Terra Brasil            | Belo Horizonte |